# Stayed Awake All Night: The Best Of
Stayed Awake All Night: The Best Of ist eine Best-of-Kompilation der schweizerischen Hard-Rock-Band Krokus.

## Hintergrund
Nach dem musikalischen Tiefpunkt Change of Address, auf dem Krokus nicht mehr nach geradlinigem Hard Rock klang, sondern nach einer poppigen Glam-Metal-Formation, zog die Band im Anschluss an diese Veröffentlichung ihre Konsequenzen: Man trennte sich nach der Veröffentlichung des Livealbums Alive and Screamin’ von der damaligen Plattenfirma Arista sowie von ihrer Muttergesellschaft Ariola – zum einen, weil sie die Band, sowohl auf die Musik als auch auf das äußerliche Erscheinungsbild bezogen, weg vom Hard Rock hinein in die zu dieser Zeit aufstrebende Glam-Metal-Welle drängen wollte und zum anderen aufgrund des hohen Drucks hinsichtlich der schnellen Präsentation eines Nachfolgers für The Blitz. Da Arista weiterhin die Rechte an den Alben von Metal Rendez-Vous bis Change of Address besaß, wurde nach der Trennung von Krokus schließlich 1989 mit Stayed Awake All Night: The Best Of die erste Best-of-Kompilation für den amerikanischen Markt veröffentlicht. Diese enthält Songs der Studioalben von 1982 bis 1986, also aus den eigentlich kommerziell erfolgreichen Jahren der Band, dennoch ist die Kompilation kritisch zu bewerten. Zum einen liegt dies daran, dass nur zehn Songs enthalten sind, wodurch die CD-Länge keineswegs voll ausgeschöpft wurde. Darüber hinaus sind mit „American Woman“ (The Guess Who), „Stayed Awake All Night“ (Bachman-Turner Overdrive), „Ballroom Blitz“ (The Sweet) und „School’s Out“ (Alice Cooper) vier der zehn enthaltenen Titel Coverversionen, was wiederum den fälschlichen Eindruck entstehen lässt, dass Krokus eine Coverband seien. Den letzten Kritikpunkt stellt die Nichtberücksichtigung von Bandklassikern der erfolgreichen Alben Metal Rendez-Vous und Hardware dar, obwohl das Label auch die Rechte dieser Werke besaß Mit The Dirty Dozen: The Very Best of 1979–1983 und The Definitive Collection sollten noch zwei weitere durch Arista bzw. Ariola veröffentlichte – von den Fans allerdings besser bewertete – Best-of-Zusammenstellungen von Krokus folgen.

## Titelliste
1. Headhunter (4:30) (Fernando von Arb/Chris von Rohr/Marc Storace/Butch Stone) (von Headhunter)
2. Eat the Rich (4:14) (von Arb/von Rohr/Storace/Stone) (von Headhunter)
3. Long Stick Goes Boom (5:15) (von Arb/von Rohr/Storace) (von One Vice at a Time)
4. Screaming in the Night (6:38) (von Arb/von Rohr/Storace/Stone/Mark Kohler) (von Headhunter)
5. American Woman (3:37) (Randy Bachman/Burton Cummings/Jim Kale/Garry Peterson) (von One Vice at a Time)
6. Midnite Maniac (3:59) (Storace/von Arb) (von The Blitz)
7. Ballroom Blitz (4:00) (Michael Chapman/Nicky Chinn) (von The Blitz)
8. Stayed Awake All Night (4:44) (Bachman) (von Headhunter)
9. Our Love (4:35) (Storace/von Arb) (von The Blitz)
10. School’s Out (3:15) (Alice Cooper/Glen Buxton/Michael Bruce/Dennis Dunaway/Neal Smith) (von Change of Address)

### Coverversionen
- „American Woman“ ist eine The-Guess-Who-Coverversion. Das Lied wurde ursprünglich 1970 auf dem gleichnamigen Album The Guess Who veröffentlicht.
- „Ballroom Blitz“ ist eine The-Sweet-Coverversion. Das Lied wurde ursprünglich 1973 auf der gleichnamigen Single „Ballroom Blitz“ veröffentlicht.
- „Stayed Awake All Night“ ist eine Bachman-Turner-Overdrive-Coverversion. Das Lied wurde ursprünglich 1973 auf dem Album Bachman-Turner Overdrive veröffentlicht.
- „School’s Out“ ist eine Alice-Cooper-Coverversion. Das Lied wurde ursprünglich 1972 auf dem gleichnamigen Album School’s Out veröffentlicht.

## Besetzung

### One Vice at a Time
Gesang: Marc Storace
Leadgitarre: Fernando von Arb
Rhythmusgitarre: Mark Kohler
Bass, Percussion: Chris von Rohr
Schlagzeug: Freddy Steady

### Headhunter
Gesang: Marc Storace
Leadgitarre: Fernando von Arb
Rhythmusgitarre: Mark Kohler
Bass, Percussion: Chris von Rohr
Schlagzeug: Steve Pace

### The Blitz
Gesang: Marc Storace
Leadgitarre, Rhythmusgitarre: Fernando von Arb
Bass: Mark Kohler
Schlagzeug: Jeff Klaven

### Change of Address
Gesang: Marc Storace
Leadgitarre: Fernando von Arb
Rhythmusgitarre: Mark Kohler
Bass: Tommy Keiser
Schlagzeug; Percussion: Jeff Klaven